# Eqlīd (kommunhuvudort i Iran)
Eqlīd (persiska: اقلید) är en kommunhuvudort i Iran.   Den ligger i provinsen Fars, i den centrala delen av landet, 500 km söder om huvudstaden Teheran. Eqlīd ligger 2 212 meter över havet och antalet invånare är 49 709.
Terrängen runt Eqlīd är kuperad åt sydväst, men åt nordost är den platt.Runt Eqlīd är det glesbefolkat, med 14 invånare per kvadratkilometer. Det finns inga andra samhällen i närheten. Omgivningarna runt Eqlīd är i huvudsak ett öppet busklandskap.